# Yuki Tsuchihashi
Yuki Tsuchihashi (土橋 優貴, Tsuchihashi Yūki, Anan, 16 januari 1980) is een Japans voormalig voetbalster.

## Carrière

### Clubcarrière
Tsuchihashi begon haar carrière in 2002 bij Tasaki Perule FC. Met deze club werd zij in 2003 kampioen van Japan. Ze tekende in 2006 bij Ohara Gakuen JaSRA. Ze tekende in 2007 bij Urawa Reds. Met deze club werd zij in 2009 kampioen van Japan. In 2012 beëindigde zij haar carrière als voetbalster.

### Interlandcarrière
Tsuchihashi maakte op 5 augustus 2001 haar debuut in het Japans vrouwenvoetbalelftal tijdens een wedstrijd tegen China. Zij nam met het Japans elftal deel aan het Aziatisch kampioenschap 2001. Japan behaalde zilver op het Aziatisch kampioenschap. Ze heeft vier interlands voor het Japanse vrouwenelftal gespeeld.

## Statistieken
| Japans vrouwenvoetbalelftal | Japans vrouwenvoetbalelftal | Japans vrouwenvoetbalelftal |
| Jaar                        | Wed.                        | Dlp.                        |
| --------------------------- | --------------------------- | --------------------------- |
| 2001                        | 4                           | 0                           |
| Totaal                      | 4                           | 0                           |